# Nocny gość (film)
Nocny gość – polsko-czechosłowacki film biograficzny z 1989 roku na podstawie opowiadania Nocna gościna Roberta Louisa Stevensona.

## Obsada
- Jacek Mikołajczak – François Villon
- Ewa Dałkowska – matka Villona
- Henryk Machalica – Felier
- Jerzy Trela – Thevenin
- Tadeusz Włudarski – Nicolas
- Dariusz Dróżdż(inne języki) – Colin
- Mariusz Żaba – Montigne
- Krystyna Chmielewska – głuchoniema
- Wiesław Wójcik – podróżny
- Łukasz Chmielewski – François Villon w młodości
- Bohdan Ejmont – ślepiec
- Mariusz Gorczyński – Uchol
- Stanisław Gronkowski – trędowaty
- Małgorzata Krzysica – Małgorzata
- Czesław Lasota – właściciel pióra
- Wiesława Mazurkiewicz – kobieta z wozu
- Agata Piotrowska – służąca

## Fabuła
Rok 1456. François Villon razem z kamratami napadają na kupców. Podczas jednego z napadów na wozie kupca znajdują martwą dziewczynę, która zmarła na zarazę. Z tego powodu Villon rezygnuje z łupu. Wieczory zazwyczaj spędza w karczmie z kochanką Małgorzatą. Na melinie przedstawia swoim kamratom balladę o wisielcach. Pod osłoną nocy włamują się do kościoła. W końcu po długiej włóczędze trafia do domu Feliera. Ten proponuje mu posadę nadwornego poety, ale Villon ją odrzuca.

## Nagrody i nominacje
14. Festiwal Polskich Filmów Fabularnych w Gdyni
- Nagroda wojewody gdyńskiego – Jacek Mikołajczak